# 钱场街
钱场街（越南语：／），也譯作場錢街，是越南河内最著名的街道，位于市中心，东西走向。街名是为了纪念旧时制作钱币的地点
。在法国殖民时期，名为保罗·伯特街（法语：Rue Paul Bert）。 
钱场街西起还剑湖，西接盤行街（phố Hàng Khay），延伸至河内大剧院。中间与吴权街和阮熾街交叉。钱场街虽然不长，但颇为重要。钱场街街道两侧有很多书店，商店。钱场街亦以钱场雪糕而著称。